# Université Anglia Ruskin
L'université Anglia Ruskin (Anglia Ruskin University) est une université anglaise, reconnue depuis 1992, située dans les villes de Cambridge, Londres et Chelmsford.

## Personnalités liées à l'université
- Felicia Gordon, historienne
- Thomas Taylor, écrivain et illustrateur britannique
- Anders Holch Povlsen, milliardaire danois
- Syd Barrett, musicien et poète
- Mariajo Ilustrajo, illustratrice jeunesse espagnole.